# Эпихарида
Эпихарида (лат. Epicharis, ? — 65) — римская вольноотпущенница, участница заговора против Нерона.

## Участие в заговоре
В начале 60-х гг. правление Нерона, вначале умеренное, стало деспотическим и сопровождалось уменьшением роли Сената, конфискациями имущества и казнями. В высших слоях римского общества возник и постепенно сложился масштабный заговор, направленный на убийство императора. Однако заговорщики медлили с решительными мерами.
К кучке заговорщиков примкнула вольноотпущенница Эпихарида, девушка лёгкого поведения, которая являлась наложницей Юния Аннея Галлиона, старшего брата бывшего наставника императора Сенеки Младшего. До того не замеченная в интересе к какой-либо общественной деятельности, она взяла дело в свои руки и начала действовать на свой страх и риск. Она отправилась в Кампанию, где проживало много молодых офицеров Мизенского флота, и где у неё благодаря её профессии были широкие знакомства. Там она решила привлечь к заговору командование флота. Это было вполне логично, учитывая любовь Нерона к морским путешествиям. Она попыталась вовлечь наварха Мизенского флота Волузия Прокула, которого Нерон обделил наградой за убийство собственной матери, но тот счёл необходимым сообщить обо всём Нерону.
Схваченная и доставленная на допрос к императору Эпихарида всё отрицала — никаких имён она Прокулу не называла, а разговор проходил без свидетелей. Однако Нерон счёл полезным оставить её под стражей, небезосновательно подозревая, что сообщение о заговоре вовсе не выдумка, тем более, что один из предыдущих императоров, Калигула, был убит как раз в результате заговора. К тому времени встревоженные заговорщики, опасаясь разоблачения, хоть арестов пока не последовало, решили ускорить события и привести план в действие. Убийство Нерона было запланировано на состязании колесниц в Большом цирке. Но покушение так и не состоялось, поскольку заговорщиков в день предполагаемого убийства выдал вольноотпущенник одного из них. Двоих заговорщиков — сенатора Флавия Сцевина и Антония Натала — схватили, на допросе они начали путаться в показаниях, а когда им продемонстрировали орудия пыток, сразу во всём признались.
Нерон, вспомнив о содержавшейся под стражей Эпихариде, велел пытать и её в расчёте на то, что она быстро сознается. Однако женщину не смогли сломить ни плетьми, ни огнём, ни дыбой. На следующий день, когда Эпихариду снова принесли на допрос в лектике за занавесками — после истязаний на дыбе она была уже не в состоянии ходить сама — то оказалось, что она мертва: женщина сняла пояс, сделала из него петлю, и, присоединив к верхнему брусу лектики, удавилась на нём. Как написал Тацит:

Женщина, вольноотпущенница, в таком отчаянном положении оберегавшая посторонних и ей почти неизвестных людей, явила блистательный пример стойкости, тогда как свободнорождённые мужчины, римские всадники и сенаторы, не тронутые пытками, выдавали тех, кто каждому из них был наиболее близок и дорог— Тацит. Анналы, XV, 57